# Staro Selo (Donji Vakuf)
Staro Selo es un pueblo de la municipalidad de Donji Vakuf, en el cantón de Bosnia Central, Bosnia y Herzegovina.

## Superficie
Posee una superficie de 5,36 kilómetros cuadrados.

## Demografía
Hasta 2013 la población era de 77 habitantes, con una densidad de población de 14,4 habitantes por kilómetro cuadrado.